# Curling aux Jeux olympiques de 2002
Pour des articles plus généraux, voir Curling aux Jeux olympiques et Jeux olympiques d'hiver de 2002.
Navigation
Nagano 1998 Turin 2006

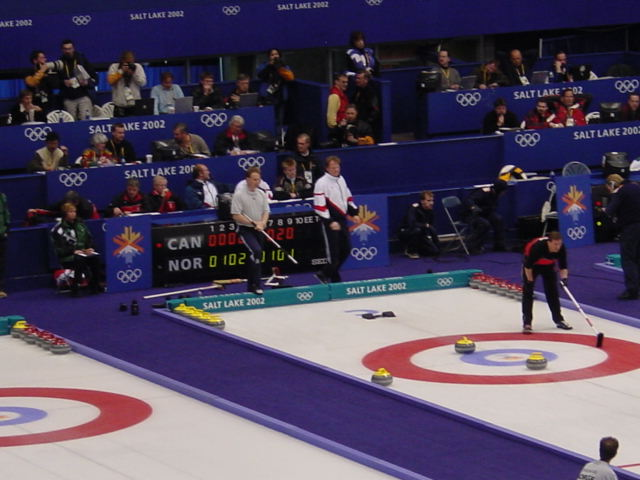
The Ice Sheet

Le curling aux Jeux olympiques d'hiver de 2002 se déroule du 11 au 22 février 2002 à Ogden (Utah). Sport de démonstration en 1932, 1988 et 1992 après avoir été sport officiel à l'édition 1924, il est programmé comme sport olympique depuis 1998 à Nagano.
La discipline dispose de deux épreuves : une compétition masculine et une compétition féminine.

## Podiums
| Épreuves | Or                                                                             | Argent                                                                   | Bronze                                                                             |
| Hommes   | Norvège (NOR)                                                                  | Canada (CAN)                                                             | Suisse (SUI)                                                                       |
| -------- | ------------------------------------------------------------------------------ | ------------------------------------------------------------------------ | ---------------------------------------------------------------------------------- |
| Hommes   | Pål Trulsen Lars Vågberg Flemming Davanger Bent Ånund Ramsfjell Torger Nergård | Kevin Martin Don Walchuk Carter Rycroft Don Bartlett Ken Tralnberg       | Andreas Schwaller Christof Schwaller Markus Eggler Damian Grichting Marco Ramstein |
| Femmes   | Grande-Bretagne (GBR)                                                          | Suisse (SUI)                                                             | Canada (CAN)                                                                       |
| Femmes   | Rhona Martin Deborah Knox Fiona MacDonald Janice Rankin Margaret Morton        | Luzia Ebnöther Mirjam Ott Tanya Frei Laurence Bidaud Nadia Röthlisberger | Kelley Law Julie Skinner Georgina Wheatcroft Diane Nelson Cheryl Noble             |

## Hommes

### Qualifications
Pour le tournoi olympique, neuf des dix postes ont été attribués sur la base d'un système de points qui prend en compte les résultats des championnats du monde des années 1999, 2000 et 2001. L'équipe de curling des États-Unis est qualifiée automatiquement car pays hôtes.
Les points de qualification sont attribués sur la base du classement final des nations lors des championnats du monde. Ils sont distribués de la manière suivante :
| Rang final | 1  | 2  | 3 | 4 | 5 | 6 | 7 | 8 | 9 | 10 |
| Points     | 12 | 10 | 8 | 7 | 6 | 5 | 4 | 3 | 2 | 1  |

| Pays             | 1999 | 2000 | 2001 | Total |
| ---------------- | ---- | ---- | ---- | ----- |
| Canada           | 10   | 12   | 7    | 29    |
| Suède            | 2    | 10   | 12   | 24    |
| Suisse           | 8    | 5    | 10   | 23    |
| Norvège          | 5,5  | 5    | 8    | 18,5  |
| États-Unis       | 7    | 7    | 4    | 18    |
| Finlande         | 3,5  | 8    | 6    | 17,5  |
| Grande-Bretagne  | 12   | 3    | 0    | 15    |
| Danemark         | 5,5  | 5    | 1    | 11,5  |
| Allemagne        | 3,5  | 0    | 4    | 7,5   |
| France           | 0    | 2    | 4    | 6     |
| Nouvelle-Zélande | 1    | 0    | 2    | 3     |
| Japon            | 0    | 1    | 0    | 1     |

### Équipes qualifiées
| Allemagne | Canada | Danemark | États-Unis | Finlande |
| --- | --- | --- | --- | --- |
| EC Oberstdorf, Oberstdorf Skip : Sebastian Stock Third : Daniel Herberg Second : Stephan Knoll Lead : Markus Messenzehl Remplaçant : Patrick Hoffman | Ottewell CC, Edmonton Skip : Kevin Martin Third : Don Walchuk Second : Carter Rycroft Lead : Don Bartlett Remplaçant : Ken Tralnberg        | Hvidovre CC, Hvidovre Skip : Ulrik Schmidt Third : Lasse Lavrsen Second : Brian Hansen Lead : Carsten Svensgaard Remplaçant : Frants Gulfer | Superior CC, Superior Skip : Tim Somerville Third : Mike Schneeberger Second : Myles Brundridge Lead : John Gordon Remplaçant : Donald Barcome Jr. | Oulunkylä CC, Helsinki Skip : Markku Uusipaavalniemi Third : Wille Mäkelä Second : Tommi Häti Lead : Jari Laukkanen Remplaçant : Pekka Saarelainen     |
| France | Grande-Bretagne | Norvège | Suède | Suisse |
| Chamonix CC, Chamonix Skip : Dominique Dupont-Roc Third : Jean Ducroz Second : Thomas Dufour Lead : Spencer Mugnier Remplaçant : Philippe Caux       | Stranraer CC, Stranraer Skip : Hammy McMillan * Third : Warwick Smith Second : Ewan MacDonald Lead : Peter Loudon Remplaçant : Norman Brown | Stabekk CC, Oslo Skip : Pål Trulsen Third : Lars Vågberg Second : Flemming Davanger Lead : Bent Ånund Ramsfjell Remplaçant : Torger Nergård | Östersunds CK, Östersund Skip : Peja Lindholm Third : Tomas Nordin Second : Magnus Swartling Lead : Peter Narup Remplaçant : Anders Kraupp         | Biel-Touring CC, Bienne Skip : Andreas Schwaller Third : Christof Schwaller Second : Markus Eggler Lead : Damian Grichting Remplaçant : Marco Ramstein |

* Hammy McMillan est remplacé par Warwick Smith au poste de skip après la 4e session.

### 1ertour
Le marteau indique que l'équipe avait la dernière pierre dans le premier end.
| Équipes                    | 1 | 2 | 3 | 4 | 5 | 6 | 7 | 8 | 9 | 10 | 11 | Total |
| -------------------------- | - | - | - | - | - | - | - | - | - | -- | -- | ----- |
| Danemark (Schmidt)         | 0 | 0 | 1 | 0 | 0 | 1 | 0 | 1 | x | x  | x  | 3     |
| Finlande (Uusipaavalniemi) | 2 | 2 | 0 | 2 | 2 | 0 | 1 | 0 | x | x  | x  | 9     |

| Équipes             | 1 | 2 | 3 | 4 | 5 | 6 | 7 | 8 | 9 | 10 | 11 | Total |
| ------------------- | - | - | - | - | - | - | - | - | - | -- | -- | ----- |
| France (Dupont-Rus) | 0 | 1 | 0 | 2 | 0 | 0 | 0 | 2 | 0 | x  | x  | 5     |
| Allemagne (Stock)   | 0 | 0 | 1 | 0 | 2 | 2 | 1 | 0 | 3 | x  | x  | 9     |

| Équipes                 | 1 | 2 | 3 | 4 | 5 | 6 | 7 | 8 | 9 | 10 | 11 | Total |
| ----------------------- | - | - | - | - | - | - | - | - | - | -- | -- | ----- |
| États-Unis (Somerville) | 2 | 1 | 0 | 0 | 1 | 0 | 4 | 0 | 2 | x  | x  | 10    |
| Suède (Lindholm)        | 0 | 0 | 1 | 1 | 0 | 1 | 0 | 2 | 0 | x  | x  | 5     |

| Équipes                    | 1 | 2 | 3 | 4 | 5 | 6 | 7 | 8 | 9 | 10 | 11 | Total |
| -------------------------- | - | - | - | - | - | - | - | - | - | -- | -- | ----- |
| Canada (Martin)            | 0 | 2 | 1 | 0 | 1 | 0 | 2 | 0 | 0 | 0  | x  | 6     |
| Grande-Bretagne (McMillan) | 0 | 0 | 0 | 1 | 0 | 1 | 0 | 2 | 0 | 0  | x  | 4     |

| Équipes            | 1 | 2 | 3 | 4 | 5 | 6 | 7 | 8 | 9 | 10 | 11 | Total |
| ------------------ | - | - | - | - | - | - | - | - | - | -- | -- | ----- |
| Norvège (Trulsen)  | 0 | 0 | 0 | 1 | 0 | 0 | 1 | 1 | 1 | 0  | x  | 4     |
| Suisse (Schwaller) | 0 | 0 | 1 | 0 | 2 | 1 | 0 | 0 | 0 | 1  | x  | 5     |

| Équipes                 | 1 | 2 | 3 | 4 | 5 | 6 | 7 | 8 | 9 | 10 | 11 | Total |
| ----------------------- | - | - | - | - | - | - | - | - | - | -- | -- | ----- |
| États-Unis (Somerville) | 0 | 1 | 0 | 0 | 0 | 0 | 2 | 0 | 0 | x  | x  | 3     |
| Canada (Martin)         | 1 | 0 | 3 | 0 | 1 | 1 | 0 | 1 | 1 | x  | x  | 8     |

| Équipes             | 1 | 2 | 3 | 4 | 5 | 6 | 7 | 8 | 9 | 10 | 11 | Total |
| ------------------- | - | - | - | - | - | - | - | - | - | -- | -- | ----- |
| Danemark (Schmidt)  | 1 | 0 | 0 | 1 | 0 | 2 | 1 | 0 | 0 | 2  | 1  | 8     |
| France (Dupont-Roc) | 0 | 1 | 1 | 0 | 2 | 0 | 0 | 2 | 1 | 0  | 0  | 7     |

| Équipes                    | 1 | 2 | 3 | 4 | 5 | 6 | 7 | 8 | 9 | 10 | 11 | Total |
| -------------------------- | - | - | - | - | - | - | - | - | - | -- | -- | ----- |
| Finlande (Uusipaavalniemi) | 1 | 2 | 0 | 2 | 0 | 0 | 0 | 0 | 1 | 0  | x  | 6     |
| Allemagne (Stock)          | 0 | 0 | 2 | 0 | 0 | 1 | 2 | 1 | 0 | 1  | x  | 7     |

| Équipes                    | 1 | 2 | 3 | 4 | 5 | 6 | 7 | 8 | 9 | 10 | 11 | Total |
| -------------------------- | - | - | - | - | - | - | - | - | - | -- | -- | ----- |
| Suède (Lindholm)           | 0 | 0 | 1 | 0 | 0 | 0 | 2 | 0 | 3 | 1  | x  | 7     |
| Grande-Bretagne (McMillan) | 0 | 0 | 0 | 0 | 0 | 1 | 0 | 1 | 0 | 0  | x  | 2     |

| Équipes            | 1 | 2 | 3 | 4 | 5 | 6 | 7 | 8 | 9 | 10 | 11 | Total |
| ------------------ | - | - | - | - | - | - | - | - | - | -- | -- | ----- |
| Danemark (Schmidt) | 0 | 0 | 0 | 2 | 0 | 0 | 1 | 3 | 0 | 0  | x  | 6     |
| Suisse (Schwaller) | 0 | 1 | 2 | 0 | 1 | 2 | 0 | 0 | 2 | 2  | x  | 10    |

| Équipes                    | 1 | 2 | 3 | 4 | 5 | 6 | 7 | 8 | 9 | 10 | 11 | Total |
| -------------------------- | - | - | - | - | - | - | - | - | - | -- | -- | ----- |
| Finlande (Uusipaavalniemi) | 0 | 2 | 0 | 0 | 0 | 2 | x | x | x | x  | x  | 4     |
| Canada (Martin)            | 2 | 0 | 3 | 2 | 2 | 0 | x | x | x | x  | x  | 9     |

| Équipes             | 1 | 2 | 3 | 4 | 5 | 6 | 7 | 8 | 9 | 10 | 11 | Total |
| ------------------- | - | - | - | - | - | - | - | - | - | -- | -- | ----- |
| France (Dupont-Roc) | 0 | 0 | 0 | 0 | 0 | 1 | 1 | 0 | 0 | x  | x  | 2     |
| Norvège (Trulsen)   | 1 | 0 | 0 | 2 | 3 | 0 | 0 | 1 | 2 | x  | x  | 9     |

| Équipes                    | 1 | 2 | 3 | 4 | 5 | 6 | 7 | 8 | 9 | 10 | 11 | Total |
| -------------------------- | - | - | - | - | - | - | - | - | - | -- | -- | ----- |
| Suisse (Schwaller)         | 0 | 0 | 1 | 0 | 2 | 0 | 0 | 1 | 0 | 1  | 0  | 5     |
| Finlande (Uusipaavalniemi) | 0 | 0 | 0 | 2 | 0 | 2 | 0 | 0 | 1 | 0  | 1  | 6     |

| Équipes                    | 1 | 2 | 3 | 4 | 5 | 6 | 7 | 8 | 9 | 10 | 11 | Total |
| -------------------------- | - | - | - | - | - | - | - | - | - | -- | -- | ----- |
| Grande-Bretagne (McMillan) | 1 | 0 | 0 | 0 | 0 | 0 | 2 | 0 | 2 | 1  | 0  | 6     |
| Norvège (Trulsen)          | 0 | 1 | 0 | 0 | 1 | 0 | 0 | 4 | 0 | 0  | 1  | 7     |

| Équipes                 | 1 | 2 | 3 | 4 | 5 | 6 | 7 | 8 | 9 | 10 | 11 | Total |
| ----------------------- | - | - | - | - | - | - | - | - | - | -- | -- | ----- |
| Allemagne (Stock)       | 2 | 0 | 0 | 2 | 0 | 2 | 0 | 1 | 0 | 1  | 1  | 9     |
| États-Unis (Somerville) | 0 | 0 | 2 | 0 | 1 | 0 | 3 | 0 | 2 | 0  | 0  | 8     |

| Équipes            | 1 | 2 | 3 | 4 | 5 | 6 | 7 | 8 | 9 | 10 | 11 | Total |
| ------------------ | - | - | - | - | - | - | - | - | - | -- | -- | ----- |
| Danemark (Schmidt) | 2 | 0 | 0 | 1 | 0 | 1 | 0 | 0 | 1 | 0  | x  | 5     |
| Suède (Lindholm)   | 0 | 1 | 2 | 0 | 1 | 0 | 2 | 2 | 0 | 1  | x  | 9     |

| Équipes                 | 1 | 2 | 3 | 4 | 5 | 6 | 7 | 8 | 9 | 10 | 11 | Total |
| ----------------------- | - | - | - | - | - | - | - | - | - | -- | -- | ----- |
| Grande-Bretagne (Smith) | 0 | 2 | 1 | 1 | 0 | 3 | 0 | 0 | 0 | 0  | x  | 7     |
| Allemagne (Stock)       | 3 | 0 | 0 | 0 | 2 | 0 | 1 | 0 | 0 | 0  | x  | 6     |

| Équipes             | 1 | 2 | 3 | 4 | 5 | 6 | 7 | 8 | 9 | 10 | 11 | Total |
| ------------------- | - | - | - | - | - | - | - | - | - | -- | -- | ----- |
| Canada (Martin)     | 1 | 1 | 3 | 0 | 1 | 2 | x | x | x | x  | x  | 8     |
| France (Dupont-Roc) | 0 | 0 | 0 | 1 | 0 | 0 | x | x | x | x  | x  | 1     |

| Équipes            | 1 | 2 | 3 | 4 | 5 | 6 | 7 | 8 | 9 | 10 | 11 | Total |
| ------------------ | - | - | - | - | - | - | - | - | - | -- | -- | ----- |
| Suède (Lindholm)   | 0 | 1 | 0 | 2 | 0 | 0 | 3 | 0 | 1 | 0  | x  | 7     |
| Suisse (Schwaller) | 1 | 0 | 1 | 0 | 2 | 1 | 0 | 1 | 0 | 2  | x  | 8     |

| Équipes                 | 1 | 2 | 3 | 4 | 5 | 6 | 7 | 8 | 9 | 10 | 11 | Total |
| ----------------------- | - | - | - | - | - | - | - | - | - | -- | -- | ----- |
| Norvège (Trulsen)       | 1 | 0 | 0 | 1 | 1 | 0 | 1 | 0 | 0 | 2  | x  | 6     |
| États-Unis (Somerville) | 0 | 1 | 1 | 0 | 0 | 1 | 0 | 1 | 1 | 0  | x  | 5     |

| Équipes          | 1 | 2 | 3 | 4 | 5 | 6 | 7 | 8 | 9 | 10 | 11 | Total |
| ---------------- | - | - | - | - | - | - | - | - | - | -- | -- | ----- |
| Canada (Martin)  | 2 | 0 | 0 | 0 | 1 | 0 | 1 | 0 | 0 | 1  | 0  | 5     |
| Suède (Lindholm) | 0 | 2 | 0 | 0 | 0 | 1 | 0 | 2 | 0 | 0  | 1  | 6     |

| Équipes                 | 1 | 2 | 3 | 4 | 5 | 6 | 7 | 8 | 9 | 10 | 11 | Total |
| ----------------------- | - | - | - | - | - | - | - | - | - | -- | -- | ----- |
| Suisse (Schwaller)      | 0 | 0 | 0 | 0 | 0 | 1 | 0 | 1 | 0 | x  | x  | 2     |
| États-Unis (Somerville) | 0 | 0 | 0 | 2 | 2 | 0 | 1 | 0 | 1 | x  | x  | 6     |

| Équipes            | 1 | 2 | 3 | 4 | 5 | 6 | 7 | 8 | 9 | 10 | 11 | Total |
| ------------------ | - | - | - | - | - | - | - | - | - | -- | -- | ----- |
| Danemark (Schmidt) | 1 | 0 | 0 | 2 | 0 | 0 | 2 | 0 | 0 | 1  | 0  | 6     |
| Allemagne (Stock)  | 0 | 0 | 1 | 0 | 2 | 1 | 0 | 2 | 0 | 0  | 1  | 7     |

| Équipes                    | 1 | 2 | 3 | 4 | 5 | 6 | 7 | 8 | 9 | 10 | 11 | Total |
| -------------------------- | - | - | - | - | - | - | - | - | - | -- | -- | ----- |
| Finlande (Uusipaavalniemi) | 1 | 0 | 2 | 1 | 0 | 0 | 1 | 0 | 0 | 0  | 1  | 6     |
| France (Dupont-Roc)        | 0 | 2 | 0 | 0 | 1 | 0 | 0 | 0 | 0 | 2  | 0  | 5     |

| Équipes                 | 1 | 2 | 3 | 4 | 5 | 6 | 7 | 8 | 9 | 10 | 11 | Total |
| ----------------------- | - | - | - | - | - | - | - | - | - | -- | -- | ----- |
| France (Dupont-Roc)     | 1 | 0 | 0 | 1 | 0 | 0 | 0 | 1 | 0 | x  | x  | 3     |
| États-Unis (Somerville) | 0 | 0 | 2 | 0 | 0 | 2 | 1 | 0 | 3 | x  | x  | 8     |

| Équipes            | 1 | 2 | 3 | 4 | 5 | 6 | 7 | 8 | 9 | 10 | 11 | Total |
| ------------------ | - | - | - | - | - | - | - | - | - | -- | -- | ----- |
| Norvège (Trulsen)  | 2 | 0 | 2 | 0 | 2 | 0 | 1 | 0 | 1 | 1  | x  | 9     |
| Danemark (Schmidt) | 0 | 1 | 0 | 0 | 0 | 2 | 0 | 1 | 0 | 0  | x  | 4     |

| Équipes                    | 1 | 2 | 3 | 4 | 5 | 6 | 7 | 8 | 9 | 10 | 11 | Total |
| -------------------------- | - | - | - | - | - | - | - | - | - | -- | -- | ----- |
| Grande-Bretagne (Smith)    | 1 | 0 | 0 | 0 | 2 | 0 | 0 | 1 | 0 | 0  | x  | 4     |
| Finlande (Uusipaavalniemi) | 0 | 1 | 0 | 1 | 0 | 1 | 0 | 0 | 0 | 3  | x  | 6     |

| Équipes           | 1 | 2 | 3 | 4 | 5 | 6 | 7 | 8 | 9 | 10 | 11 | Total |
| ----------------- | - | - | - | - | - | - | - | - | - | -- | -- | ----- |
| Allemagne (Stock) | 0 | 1 | 0 | 1 | 0 | 1 | 1 | 0 | 2 | 1  | x  | 7     |
| Canada (Martin)   | 2 | 0 | 3 | 0 | 2 | 0 | 0 | 2 | 0 | 0  | x  | 9     |

| Équipes                    | 1 | 2 | 3 | 4 | 5 | 6 | 7 | 8 | 9 | 10 | 11 | Total |
| -------------------------- | - | - | - | - | - | - | - | - | - | -- | -- | ----- |
| Finlande (Uusipaavalniemi) | 0 | 0 | 0 | 1 | 0 | 1 | 0 | 1 | 2 | 0  | x  | 5     |
| Norvège (Trulsen)          | 0 | 0 | 2 | 0 | 2 | 0 | 1 | 0 | 0 | 1  | x  | 6     |

| Équipes            | 1 | 2 | 3 | 4 | 5 | 6 | 7 | 8 | 9 | 10 | 11 | Total |
| ------------------ | - | - | - | - | - | - | - | - | - | -- | -- | ----- |
| Canada (Martin)    | 0 | 1 | 0 | 1 | 1 | 1 | 2 | 1 | x | x  | x  | 7     |
| Suisse (Schwaller) | 1 | 0 | 1 | 0 | 0 | 0 | 0 | 0 | x | x  | x  | 2     |

| Équipes             | 1 | 2 | 3 | 4 | 5 | 6 | 7 | 8 | 9 | 10 | 11 | Total |
| ------------------- | - | - | - | - | - | - | - | - | - | -- | -- | ----- |
| France (Dupont-Roc) | 0 | 0 | 1 | 0 | 2 | 0 | 2 | 0 | 1 | 0  | x  | 6     |
| Suède (Lindholm)    | 0 | 4 | 0 | 2 | 0 | 2 | 0 | 0 | 0 | 1  | x  | 9     |

| Équipes                 | 1 | 2 | 3 | 4 | 5 | 6 | 7 | 8 | 9 | 10 | 11 | Total |
| ----------------------- | - | - | - | - | - | - | - | - | - | -- | -- | ----- |
| Grande-Bretagne (Smith) | 2 | 0 | 1 | 0 | 1 | 0 | 0 | 0 | 1 | 0  | x  | 5     |
| Danemark (Schmidt)      | 0 | 0 | 0 | 2 | 0 | 0 | 0 | 3 | 0 | 1  | x  | 6     |

| Équipes                 | 1 | 2 | 3 | 4 | 5 | 6 | 7 | 8 | 9 | 10 | 11 | Total |
| ----------------------- | - | - | - | - | - | - | - | - | - | -- | -- | ----- |
| Suisse (Schwaller)      | 1 | 1 | 1 | 0 | 1 | 0 | 2 | 0 | 4 | x  | x  | 10    |
| Grande-Bretagne (Smith) | 0 | 0 | 0 | 1 | 0 | 1 | 0 | 2 | 0 | x  | x  | 4     |

| Équipes                    | 1 | 2 | 3 | 4 | 5 | 6 | 7 | 8 | 9 | 10 | 11 | Total |
| -------------------------- | - | - | - | - | - | - | - | - | - | -- | -- | ----- |
| Finlande (Uusipaavalniemi) | 0 | 0 | 2 | 0 | 2 | 0 | x | x | x | x  | x  | 4     |
| Suède (Lindholm)           | 4 | 1 | 0 | 6 | 0 | 0 | x | x | x | x  | x  | 11    |

| Équipes                 | 1 | 2 | 3 | 4 | 5 | 6 | 7 | 8 | 9 | 10 | 11 | Total |
| ----------------------- | - | - | - | - | - | - | - | - | - | -- | -- | ----- |
| États-Unis (Somerville) | 0 | 2 | 0 | 2 | 0 | 1 | 0 | 1 | 0 | 1  | 0  | 7     |
| Danemark (Schmidt)      | 2 | 0 | 1 | 0 | 1 | 0 | 2 | 0 | 1 | 0  | 2  | 9     |

| Équipes           | 1 | 2 | 3 | 4 | 5 | 6 | 7 | 8 | 9 | 10 | 11 | Total |
| ----------------- | - | - | - | - | - | - | - | - | - | -- | -- | ----- |
| Norvège (Trulsen) | 0 | 2 | 0 | 2 | 0 | 0 | 3 | 1 | 1 | 1  | x  | 10    |
| Allemagne (Stock) | 1 | 0 | 1 | 0 | 2 | 1 | 0 | 0 | 0 | 0  | x  | 5     |

| Équipes             | 1 | 2 | 3 | 4 | 5 | 6 | 7 | 8 | 9 | 10 | 11 | Total |
| ------------------- | - | - | - | - | - | - | - | - | - | -- | -- | ----- |
| Allemagne (Herberg) | 0 | 0 | 1 | 1 | 0 | 0 | 1 | 0 | 0 | 1  | 0  | 4     |
| Suède (Lindholm)    | 0 | 1 | 0 | 0 | 1 | 0 | 0 | 1 | 1 | 0  | 1  | 5     |

| Équipes           | 1 | 2 | 3 | 4 | 5 | 6 | 7 | 8 | 9 | 10 | 11 | Total |
| ----------------- | - | - | - | - | - | - | - | - | - | -- | -- | ----- |
| Canada (Martin)   | 3 | 1 | 1 | 0 | 3 | 0 | 1 | 0 | x | x  | x  | 9     |
| Norvège (Trulsen) | 0 | 0 | 0 | 1 | 0 | 2 | 0 | 1 | x | x  | x  | 4     |

| Équipes             | 1 | 2 | 3 | 4 | 5 | 6 | 7 | 8 | 9 | 10 | 11 | Total |
| ------------------- | - | - | - | - | - | - | - | - | - | -- | -- | ----- |
| France (Dupont-Roc) | 0 | 0 | 0 | 1 | 0 | 1 | 0 | 1 | 0 | 0  | x  | 3     |
| Suisse (Schwaller)  | 0 | 1 | 0 | 0 | 1 | 0 | 1 | 0 | 2 | 2  | x  | 7     |

| Équipes                 | 1 | 2 | 3 | 4 | 5 | 6 | 7 | 8 | 9 | 10 | 11 | Total |
| ----------------------- | - | - | - | - | - | - | - | - | - | -- | -- | ----- |
| France (Dupont-Roc)     | 0 | 0 | 2 | 0 | 0 | 0 | 0 | 1 | 0 | 0  | x  | 3     |
| Grande-Bretagne (Smith) | 2 | 0 | 0 | 1 | 0 | 0 | 2 | 0 | 1 | 1  | x  | 7     |

| Équipes                    | 1 | 2 | 3 | 4 | 5 | 6 | 7 | 8 | 9 | 10 | 11 | Total |
| -------------------------- | - | - | - | - | - | - | - | - | - | -- | -- | ----- |
| États-Unis (Somerville)    | 0 | 1 | 0 | 1 | 0 | 0 | 0 | 1 | 1 | 0  | x  | 4     |
| Finlande (Uusipaavalniemi) | 0 | 0 | 2 | 0 | 1 | 1 | 1 | 0 | 0 | 1  | x  | 6     |

| Équipes            | 1 | 2 | 3 | 4 | 5 | 6 | 7 | 8 | 9 | 10 | 11 | Total |
| ------------------ | - | - | - | - | - | - | - | - | - | -- | -- | ----- |
| Danemark (Schmidt) | 1 | 0 | 0 | 1 | 0 | 0 | 0 | 1 | 0 | x  | x  | 3     |
| Canada (Martin)    | 0 | 1 | 0 | 0 | 1 | 1 | 2 | 0 | 3 | x  | x  | 8     |

| Équipes            | 1 | 2 | 3 | 4 | 5 | 6 | 7 | 8 | 9 | 10 | 11 | Total |
| ------------------ | - | - | - | - | - | - | - | - | - | -- | -- | ----- |
| Allemagne (Stock)  | 0 | 0 | 1 | 0 | 1 | 0 | 1 | 0 | 1 | 0  | x  | 4     |
| Suisse (Schwaller) | 0 | 4 | 0 | 1 | 0 | 2 | 0 | 1 | 0 | 2  | x  | 10    |

| Équipes                 | 1 | 2 | 3 | 4 | 5 | 6 | 7 | 8 | 9 | 10 | 11 | Total |
| ----------------------- | - | - | - | - | - | - | - | - | - | -- | -- | ----- |
| Grande-Bretagne (Smith) | 0 | 2 | 2 | 0 | 1 | 0 | 0 | 1 | 0 | 1  | x  | 7     |
| États-Unis (Somerville) | 1 | 0 | 0 | 1 | 0 | 1 | 1 | 0 | 2 | 0  | x  | 6     |

| Équipes           | 1 | 2 | 3 | 4 | 5 | 6 | 7 | 8 | 9 | 10 | 11 | Total |
| ----------------- | - | - | - | - | - | - | - | - | - | -- | -- | ----- |
| Suède (Lindholm)  | 0 | 0 | 2 | 0 | 2 | 0 | 2 | 1 | 0 | 1  | 0  | 8     |
| Norvège (Trulsen) | 0 | 2 | 0 | 2 | 0 | 1 | 0 | 0 | 3 | 0  | 1  | 9     |

Le tableau suivant résume le classement des équipes à l'issue du 1er tour :
| Rang | Pays                       | V | D | bp | bc |
| ---- | -------------------------- | - | - | -- | -- |
| 1    | Canada (Martin)            | 8 | 1 | 69 | 34 |
| 2    | Norvège (Trulsen)          | 7 | 2 | 64 | 49 |
| 3    | Suisse (Schwaller)         | 6 | 3 | 59 | 47 |
| 3    | Suède (Lindholm)           | 6 | 3 | 67 | 53 |
| 5    | Finlande (Uusipaavalniemi) | 5 | 4 | 52 | 54 |
| 6    | Allemagne (Stock)          | 4 | 5 | 58 | 66 |
| 7    | Danemark (Schmidt)         | 3 | 6 | 50 | 71 |
| 7    | Grande-Bretagne (McMillan) | 3 | 6 | 46 | 57 |
| 7    | États-Unis (Somerville)    | 3 | 6 | 57 | 55 |
| 10   | France (Dupont-Roc)        | 0 | 9 | 35 | 71 |

Les quatre premières équipes en tête à la fin du premier tour sont qualifiées directement pour les demi-finales.

### Phase finale
|  | Demi-finales           | Demi-finales           |                        |   | Finale                 | Finale                 |
|  | Demi-finales           | Demi-finales           |                        |   | Finale                 | Finale                 |
|  |                        |                        |                        |   |                        |                        |
|  | 20 février 2002, 14:00 | 20 février 2002, 14:00 |                        |   | 22 février 2002, 14:30 | 22 février 2002, 14:30 |
|  | 20 février 2002, 14:00 | 20 février 2002, 14:00 |                        |   | 22 février 2002, 14:30 | 22 février 2002, 14:30 |
|  | 1er Canada             | 6                      |                        |   | 22 février 2002, 14:30 | 22 février 2002, 14:30 |
|  | 1er Canada             | 6                      |                        |   | 22 février 2002, 14:30 | 22 février 2002, 14:30 |
|  | 4e Suède               | 4                      |                        |   | 22 février 2002, 14:30 | 22 février 2002, 14:30 |
|  | 4e Suède               | 4                      | Canada                 | 5 |                        |                        |
|  | 20 février 2002, 14:00 |                        | Canada                 | 5 |                        |                        |
|  |                        | Norvège                | 6                      |   |                        |                        |
|  | 2e Norvège             | Norvège                | 6                      | 7 |                        |                        |
|  | 2e Norvège             |                        |                        | 7 |                        |                        |
|  | 3e Suisse              | 6                      |                        |   |                        |                        |
|  | 3e Suisse              | 6                      | Match pour la 3e place |   |                        |                        |
|  |                        |                        |                        |   |                        |                        |
|  | 21 février 2002, 9:00  |                        |                        |   |                        |                        |
|  |                        |                        |                        |   |                        |                        |
|  | Suède                  | 3                      |                        |   |                        |                        |
|  | Suède                  | 3                      |                        |   |                        |                        |
|  | Suisse                 | 7                      |                        |   |                        |                        |
|  | Suisse                 | 7                      |                        |   |                        |                        |

#### Demi-finales
Les demi-finales sont disputées le 20 février 2002 à 14h00.
| Équipes             | 1 | 2 | 3 | 4 | 5 | 6 | 7 | 8 | 9 | 10 | 11 | Total |
| ------------------- | - | - | - | - | - | - | - | - | - | -- | -- | ----- |
| 1er Canada (Martin) | 3 | 0 | 0 | 1 | 0 | 1 | 0 | 1 | 0 | 0  | x  | 6     |
| 4e Suède (Lindholm) | 0 | 2 | 0 | 0 | 1 | 0 | 1 | 0 | 0 | 0  | x  | 4     |

| Équipes               | 1 | 2 | 3 | 4 | 5 | 6 | 7 | 8 | 9 | 10 | 11 | Total |
| --------------------- | - | - | - | - | - | - | - | - | - | -- | -- | ----- |
| 2e Norvège (Trulsen)  | 0 | 0 | 1 | 0 | 1 | 0 | 1 | 0 | 2 | 1  | 1  | 7     |
| 3e Suisse (Schwaller) | 0 | 1 | 0 | 3 | 0 | 1 | 0 | 1 | 0 | 0  | 0  | 6     |

#### Match pour la médaille de bronze
Le match pour la médaille de bronze est disputé le 21 février 2002 à 9h00.
| Équipes            | 1 | 2 | 3 | 4 | 5 | 6 | 7 | 8 | 9 | 10 | 11 | Total |
| ------------------ | - | - | - | - | - | - | - | - | - | -- | -- | ----- |
| Suède (Lindholm)   | 0 | 0 | 2 | 0 | 1 | 0 | 0 | 0 | 0 | x  | x  | 3     |
| Suisse (Schwaller) | 1 | 2 | 0 | 1 | 0 | 0 | 2 | 1 | 0 | x  | x  | 7     |

#### Finale
La finale est disputée le 22 février 2002 à 14h30.
| Équipes           | 1 | 2 | 3 | 4 | 5 | 6 | 7 | 8 | 9 | 10 | 11 | Total |
| ----------------- | - | - | - | - | - | - | - | - | - | -- | -- | ----- |
| Canada (Martin)   | 0 | 0 | 0 | 0 | 2 | 1 | 0 | 2 | 0 | 0  | x  | 5     |
| Norvège (Trulsen) | 0 | 1 | 0 | 2 | 0 | 0 | 1 | 0 | 1 | 1  | x  | 6     |

### Podium
| Or      | Argent | Bronze |
| Norvège | Canada | Suisse |

## Femmes

### Qualifications
Pour le tournoi olympique, neuf des dix postes ont été attribués sur la base d'un système de points qui prend en compte les résultats des championnats du monde des années 1999, 2000 et 2001. L'équipe de curling des États-Unis est qualifiée automatiquement car pays hôtes.
Les points de qualification sont attribués sur la base du classement final des nations lors des championnats du monde. Ils sont distribués de la manière suivante :
| Rang final | 1  | 2  | 3 | 4 | 5 | 6 | 7 | 8 | 9 | 10 |
| Points     | 12 | 10 | 8 | 7 | 6 | 5 | 4 | 3 | 2 | 1  |

| Pays            | 1999 | 2000 | 2001 | Total |
| --------------- | ---- | ---- | ---- | ----- |
| Canada          | 5    | 12   | 12   | 29    |
| Suède           | 12   | 6    | 10   | 28    |
| Danemark        | 8    | 4    | 8    | 20    |
| États-Unis      | 10   | 4    | 5,5  | 19,5  |
| Norvège         | 7    | 8    | 3    | 18    |
| Suisse          | 5    | 10   | 1    | 16    |
| Grande-Bretagne | 1    | 7    | 7    | 15    |
| Allemagne       | 5    | 4    | 5,5  | 14,5  |
| Japon           | 2,5  | 2    | 4    | 6,5   |
| Finlande        | 2,5  | 0    | 0    | 2,5   |
| Russie          | 0    | 0    | 2    | 2     |
| France          | 0    | 1    | 0    | 1     |

- Comité olympique finlandais a décidé de ne pas envoyer la représentation féminine au tournoi de Salt Lake City malgré leur qualification.

### Équipes qualifiées
| Allemagne | Canada | Danemark | États-Unis | Grande-Bretagne |
| --- | --- | --- | --- | --- |
| SC Riessersee, Garmisch-Partenkirchen Skip : Natalie Neßler Third : Sabine Belkofer Second : Heike Wieländer Lead : Andrea Stock Remplaçante : Karin Fischer | Royal City CC, New Westminster Skip : Kelley Law Third : Julie Skinner Second : Georgina Wheatcroft Lead : Diane Nelson Remplaçante : Cheryl Noble | Hvidovre CC, Hvidovre Skip : Lene Bidstrup Third : Susanne Slotsager Second : Malene Krause Lead : Avijaja Lund Nielsen Remplaçante : Lisa Richardson | Bemidji CC, Bemidji Skip : Kari Erickson Third : Debbie McCormick Second : Stacey Liapis Lead : Ann Swisshelm Remplaçante : Joni Cotten          | Greenacres CC, Howwood Skip : Rhona Martin Third : Deborah Knox Second : Fiona MacDonald Lead : Janice Rankin Remplaçante : Margaret Morton |
| Japon | Norvège | Russie | Suède | Suisse |
| Tokoro CC, Kitami Skip : Akiko Katoh Third : Yumie Hayashi (ja) Second : Ayumi Onodera Lead : Mika Konaka Remplaçante : Kotomi Ishizaki                      | Snarøen CC, Oslo Skip : Dordi Nordby Third : Hanne Woods Second : Marianne Haslum Lead : Camilla Holth Remplaçante : Kristin Løvseth               | Moskvitch CC, Moscou Skip : Olga Jarkova Third : Nkeiruka Ezekh Second : Yana Nekrasova Lead : Anastassia Skoultan Remplaçante : Angela Tuvaeva       | Umeå CC, Umeå Skip : Elisabet Gustafson Third : Katarina Nyberg Second : Louise Marmont Lead : Elisabeth Persson Remplaçante : Christina Bertrup | CC Bern AAM, Berne Skip : Luzia Ebnöther Third : Mirjam Ott Second : Tanya Frei Lead : Laurence Bidaud Remplaçante : Nadia Röthlisberger    |

### 1ertour
Le marteau indique que l'équipe avait la dernière pierre dans le premier end.
| Équipes           | 1 | 2 | 3 | 4 | 5 | 6 | 7 | 8 | 9 | 10 | 11 | Total |
| ----------------- | - | - | - | - | - | - | - | - | - | -- | -- | ----- |
| Suède (Gustafson) | 0 | 0 | 0 | 0 | 0 | 1 | 0 | 0 | 2 | 1  | x  | 4     |
| Canada (Law)      | 0 | 0 | 0 | 0 | 4 | 0 | 1 | 0 | 0 | 0  | x  | 5     |

| Équipes                  | 1 | 2 | 3 | 4 | 5 | 6 | 7 | 8 | 9 | 10 | 11 | Total |
| ------------------------ | - | - | - | - | - | - | - | - | - | -- | -- | ----- |
| Grande-Bretagne (Martin) | 1 | 0 | 0 | 2 | 0 | 2 | 0 | 2 | 3 | 0  | x  | 10    |
| Norvège (Nordby)         | 0 | 1 | 1 | 0 | 2 | 0 | 1 | 0 | 0 | 1  | x  | 6     |

| Équipes             | 1 | 2 | 3 | 4 | 5 | 6 | 7 | 8 | 9 | 10 | 11 | Total |
| ------------------- | - | - | - | - | - | - | - | - | - | -- | -- | ----- |
| Suisse (Ebnöther)   | 0 | 1 | 1 | 0 | 4 | 0 | 2 | 0 | 0 | 0  | 1  | 9     |
| Danemark (Bidstrup) | 1 | 0 | 0 | 2 | 0 | 1 | 0 | 2 | 1 | 1  | 0  | 8     |

| Équipes            | 1 | 2 | 3 | 4 | 5 | 6 | 7 | 8 | 9 | 10 | 11 | Total |
| ------------------ | - | - | - | - | - | - | - | - | - | -- | -- | ----- |
| Russie (Jarkova)   | 0 | 1 | 1 | 0 | 0 | 1 | 0 | 0 | 2 | 0  | x  | 5     |
| Allemagne (Neßler) | 1 | 0 | 0 | 1 | 1 | 0 | 0 | 1 | 0 | 4  | x  | 8     |

| Équipes               | 1 | 2 | 3 | 4 | 5 | 6 | 7 | 8 | 9 | 10 | 11 | Total |
| --------------------- | - | - | - | - | - | - | - | - | - | -- | -- | ----- |
| Japon (Katoh)         | 0 | 1 | 0 | 2 | 3 | 0 | 0 | 0 | 1 | 0  | x  | 7     |
| États-Unis (Erickson) | 0 | 0 | 1 | 0 | 0 | 3 | 1 | 1 | 0 | 2  | x  | 8     |

| Équipes           | 1 | 2 | 3 | 4 | 5 | 6 | 7 | 8 | 9 | 10 | 11 | Total |
| ----------------- | - | - | - | - | - | - | - | - | - | -- | -- | ----- |
| Suisse (Ebnöther) | 1 | 0 | 0 | 0 | 2 | 0 | 0 | 2 | 0 | 1  | 1* | 7     |
| Russie (Jarkova)  | 0 | 0 | 2 | 0 | 0 | 0 | 1 | 0 | 3 | 0  | 0* | 6     |

| Équipes                  | 1 | 2 | 3 | 4 | 5 | 6 | 7 | 8 | 9 | 10 | 11 | Total |
| ------------------------ | - | - | - | - | - | - | - | - | - | -- | -- | ----- |
| Suède (Gustafson)        | 0 | 1 | 1 | 0 | 1 | 0 | 1 | 0 | 2 | 1  | x  | 7     |
| Grande-Bretagne (Martin) | 0 | 0 | 0 | 2 | 0 | 1 | 0 | 1 | 0 | 0  | x  | 4     |

| Équipes          | 1 | 2 | 3 | 4 | 5 | 6 | 7 | 8 | 9 | 10 | 11 | Total |
| ---------------- | - | - | - | - | - | - | - | - | - | -- | -- | ----- |
| Canada (Law)     | 0 | 1 | 1 | 0 | 3 | 0 | 1 | 0 | 0 | 0  | x  | 6     |
| Norvège (Nordby) | 1 | 0 | 0 | 1 | 0 | 1 | 0 | 1 | 1 | 0  | x  | 5     |

| Équipes             | 1 | 2 | 3 | 4 | 5 | 6 | 7 | 8 | 9 | 10 | 11 | Total |
| ------------------- | - | - | - | - | - | - | - | - | - | -- | -- | ----- |
| Danemark (Bidstrup) | 2 | 0 | 0 | 1 | 0 | 1 | 0 | 1 | 0 | 0  | x  | 5     |
| Allemagne (Neßler)  | 0 | 0 | 3 | 0 | 1 | 0 | 2 | 0 | 2 | 1  | x  | 9     |

| Équipes               | 1 | 2 | 3 | 4 | 5 | 6 | 7 | 8 | 9 | 10 | 11 | Total |
| --------------------- | - | - | - | - | - | - | - | - | - | -- | -- | ----- |
| Suède (Gustafson)     | 0 | 1 | 0 | 1 | 0 | 0 | 2 | 0 | 1 | 0  | x  | 5     |
| États-Unis (Erickson) | 1 | 0 | 2 | 0 | 1 | 1 | 0 | 0 | 0 | 1  | x  | 6     |

| Équipes          | 1 | 2 | 3 | 4 | 5 | 6 | 7 | 8 | 9 | 10 | 11 | Total |
| ---------------- | - | - | - | - | - | - | - | - | - | -- | -- | ----- |
| Canada (Law)     | 0 | 0 | 0 | 1 | 1 | 0 | 3 | 0 | 2 | 0  | x  | 7     |
| Canada (Jarkova) | 0 | 0 | 1 | 0 | 0 | 1 | 0 | 2 | 0 | 2  | x  | 6     |

| Équipes                  | 1 | 2 | 3 | 4 | 5 | 6 | 7 | 8 | 9 | 10 | 11 | Total |
| ------------------------ | - | - | - | - | - | - | - | - | - | -- | -- | ----- |
| Grande-Bretagne (Martin) | 2 | 1 | 0 | 2 | 1 | 2 | 1 | x | x | x  | x  | 9     |
| Japon (Katoh)            | 0 | 0 | 1 | 0 | 0 | 0 | 0 | x | x | x  | x  | 1     |

| Équipes               | 1 | 2 | 3 | 4 | 5 | 6 | 7 | 8 | 9 | 10 | 11 | Total |
| --------------------- | - | - | - | - | - | - | - | - | - | -- | -- | ----- |
| États-Unis (Erickson) | 0 | 0 | 0 | 1 | 0 | 1 | 1 | 1 | 0 | 0  | x  | 4     |
| Canada (Law)          | 1 | 1 | 0 | 0 | 2 | 0 | 0 | 0 | 0 | 2  | x  | 6     |

| Équipes            | 1 | 2 | 3 | 4 | 5 | 6 | 7 | 8 | 9 | 10 | 11 | Total |
| ------------------ | - | - | - | - | - | - | - | - | - | -- | -- | ----- |
| Allemagne (Neßler) | 1 | 0 | 0 | 0 | 1 | 1 | 1 | 1 | 0 | 0  | x  | 5     |
| Japon (Katoh)      | 0 | 1 | 0 | 0 | 0 | 0 | 0 | 0 | 1 | 1  | x  | 3     |

| Équipes           | 1 | 2 | 3 | 4 | 5 | 6 | 7 | 8 | 9 | 10 | 11 | Total |
| ----------------- | - | - | - | - | - | - | - | - | - | -- | -- | ----- |
| Norvège (Nordby)  | 0 | 0 | 0 | 3 | 0 | 1 | 0 | 1 | 0 | 0  | x  | 5     |
| Suisse (Ebnöther) | 1 | 0 | 1 | 0 | 2 | 0 | 1 | 0 | 1 | 1  | x  | 7     |

| Équipes             | 1 | 2 | 3 | 4 | 5 | 6 | 7 | 8 | 9 | 10 | 11 | Total |
| ------------------- | - | - | - | - | - | - | - | - | - | -- | -- | ----- |
| Suède (Gustafson)   | 0 | 2 | 0 | 1 | 1 | 2 | 0 | 3 | 0 | 0  | x  | 9     |
| Danemark (Bidstrup) | 0 | 0 | 4 | 0 | 0 | 0 | 2 | 0 | 2 | 3  | x  | 11    |

| Équipes            | 1 | 2 | 3 | 4 | 5 | 6 | 7 | 8 | 9 | 10 | 11 | Total |
| ------------------ | - | - | - | - | - | - | - | - | - | -- | -- | ----- |
| Allemagne (Neßler) | 0 | 0 | 2 | 0 | 1 | 0 | 0 | 2 | 0 | 0  | x  | 5     |
| Norvège (Nordby)   | 1 | 0 | 0 | 2 | 0 | 2 | 1 | 0 | 1 | 3  | x  | 10    |

| Équipes                  | 1 | 2 | 3 | 4 | 5 | 6 | 7 | 8 | 9 | 10 | 11 | Total |
| ------------------------ | - | - | - | - | - | - | - | - | - | -- | -- | ----- |
| Russie (Jarkova)         | 0 | 0 | 0 | 1 | 0 | 1 | 0 | 1 | 0 | 2  | x  | 5     |
| Grande-Bretagne (Martin) | 1 | 1 | 1 | 0 | 1 | 0 | 2 | 0 | 2 | 0  | x  | 8     |

| Équipes               | 1 | 2 | 3 | 4 | 5 | 6 | 7 | 8 | 9 | 10 | 11 | Total |
| --------------------- | - | - | - | - | - | - | - | - | - | -- | -- | ----- |
| Danemark (Bustrup)    | 1 | 0 | 0 | 2 | 0 | 2 | 0 | 1 | 2 | 1  | x  | 9     |
| États-Unis (Erickson) | 0 | 0 | 1 | 0 | 2 | 0 | 1 | 0 | 0 | 0  | x  | 4     |

| Équipes           | 1 | 2 | 3 | 4 | 5 | 6 | 7 | 8 | 9 | 10 | 11 | Total |
| ----------------- | - | - | - | - | - | - | - | - | - | -- | -- | ----- |
| Japon (Katoh)     | 1 | 0 | 1 | 0 | 1 | 1 | 0 | 0 | 2 | 1  | x  | 7     |
| Suisse (Ebnöther) | 0 | 1 | 0 | 2 | 0 | 0 | 2 | 3 | 0 | 0  | x  | 8     |

| Équipes             | 1 | 2 | 3 | 4 | 5 | 6 | 7 | 8 | 9 | 10 | 11 | Total |
| ------------------- | - | - | - | - | - | - | - | - | - | -- | -- | ----- |
| Russie (Jarkova)    | 1 | 0 | 1 | 2 | 0 | 2 | 0 | 0 | 1 | 0  | x  | 7     |
| Danemark (Bidstrup) | 0 | 0 | 0 | 0 | 1 | 0 | 2 | 1 | 0 | 1  | x  | 5     |

| Équipes               | 1 | 2 | 3 | 4 | 5 | 6 | 7 | 8 | 9 | 10 | 11 | Total |
| --------------------- | - | - | - | - | - | - | - | - | - | -- | -- | ----- |
| États-Unis (Erickson) | 0 | 1 | 0 | 1 | 0 | 0 | 2 | 1 | 1 | 0  | x  | 6     |
| Suisse (Ebnöther)     | 1 | 0 | 2 | 0 | 1 | 1 | 0 | 0 | 0 | 2  | x  | 7     |

| Équipes           | 1 | 2 | 3 | 4 | 5 | 6 | 7 | 8 | 9 | 10 | 11 | Total |
| ----------------- | - | - | - | - | - | - | - | - | - | -- | -- | ----- |
| Suède (Gustafson) | 0 | 2 | 2 | 3 | 0 | 0 | 2 | 1 | x | x  | x  | 10    |
| Norvège (Nordby)  | 0 | 0 | 0 | 0 | 2 | 1 | 0 | 0 | x | x  | x  | 3     |

| Équipes                  | 1 | 2 | 3 | 4 | 5 | 6 | 7 | 8 | 9 | 10 | 11 | Total |
| ------------------------ | - | - | - | - | - | - | - | - | - | -- | -- | ----- |
| Canada (Law)             | 2 | 2 | 0 | 2 | 0 | 1 | 0 | 2 | x | x  | x  | 9     |
| Grande-Bretagne (Martin) | 0 | 0 | 1 | 0 | 2 | 0 | 1 | 0 | x | x  | x  | 4     |

| Équipes                  | 1 | 2 | 3 | 4 | 5 | 6 | 7 | 8 | 9 | 10 | 11 | Total |
| ------------------------ | - | - | - | - | - | - | - | - | - | -- | -- | ----- |
| Grande-Bretagne (Martin) | 0 | 3 | 0 | 0 | 1 | 0 | 1 | 0 | 0 | 2  | x  | 7     |
| Suisse (Ebnöther)        | 0 | 0 | 1 | 0 | 0 | 1 | 0 | 1 | 1 | 0  | x  | 4     |

| Équipes           | 1 | 2 | 3 | 4 | 5 | 6 | 7 | 8 | 9 | 10 | 11 | Total |
| ----------------- | - | - | - | - | - | - | - | - | - | -- | -- | ----- |
| Japon (Katoh)     | 0 | 1 | 0 | 0 | 3 | 0 | 1 | 1 | 0 | 1  | 0  | 7     |
| Suède (Gustafson) | 1 | 0 | 1 | 1 | 0 | 3 | 0 | 0 | 1 | 0  | 1  | 8     |

| Équipes            | 1 | 2 | 3 | 4 | 5 | 6 | 7 | 8 | 9 | 10 | 11 | Total |
| ------------------ | - | - | - | - | - | - | - | - | - | -- | -- | ----- |
| Allemagne (Neßler) | 1 | 0 | 0 | 0 | 0 | 1 | 0 | 2 | 0 | 0  | x  | 4     |
| Canada (Law)       | 0 | 0 | 1 | 0 | 3 | 0 | 2 | 0 | 2 | 0  | x  | 8     |

| Équipes          | 1 | 2 | 3 | 4 | 5 | 6 | 7 | 8 | 9 | 10 | 11 | Total |
| ---------------- | - | - | - | - | - | - | - | - | - | -- | -- | ----- |
| Norvège (Nordby) | 0 | 0 | 1 | 1 | 0 | 3 | 0 | 0 | 0 | 0  | x  | 5     |
| Russie (Jarkova) | 0 | 0 | 0 | 0 | 1 | 0 | 1 | 1 | 0 | 1  | x  | 4     |

| Équipes       | 1 | 2 | 3 | 4 | 5 | 6 | 7 | 8 | 9 | 10 | 11 | Total |
| ------------- | - | - | - | - | - | - | - | - | - | -- | -- | ----- |
| Canada (Law)  | 0 | 2 | 0 | 2 | 1 | 0 | 0 | 2 | 2 | x  | x  | 9     |
| Japon (Katoh) | 1 | 0 | 2 | 0 | 0 | 0 | 1 | 0 | 0 | x  | x  | 4     |

| Équipes               | 1 | 2 | 3 | 4 | 5 | 6 | 7 | 8 | 9 | 10 | 11 | Total |
| --------------------- | - | - | - | - | - | - | - | - | - | -- | -- | ----- |
| Russie (Jarkova)      | 0 | 0 | 0 | 1 | 0 | 1 | 0 | 1 | 0 | 1  | x  | 4     |
| États-Unis (Erickson) | 2 | 1 | 0 | 0 | 4 | 0 | 1 | 0 | 3 | 0  | x  | 11    |

| Équipes                  | 1 | 2 | 3 | 4 | 5 | 6 | 7 | 8 | 9 | 10 | 11 | Total |
| ------------------------ | - | - | - | - | - | - | - | - | - | -- | -- | ----- |
| Grande-Bretagne (Martin) | 0 | 1 | 0 | 3 | 0 | 2 | 0 | 2 | 0 | 0  | x  | 8     |
| Danemark (Bidstrup)      | 1 | 0 | 1 | 0 | 1 | 0 | 1 | 0 | 1 | 1  | x  | 6     |

| Équipes            | 1 | 2 | 3 | 4 | 5 | 6 | 7 | 8 | 9 | 10 | 11 | Total |
| ------------------ | - | - | - | - | - | - | - | - | - | -- | -- | ----- |
| Allemagne (Neßler) | 1 | 0 | 2 | 0 | 1 | 0 | 1 | 0 | 0 | 2  | x  | 7     |
| Suède (Gustafson)  | 0 | 1 | 0 | 1 | 0 | 1 | 0 | 2 | 0 | 0  | x  | 5     |

| Équipes               | 1 | 2 | 3 | 4 | 5 | 6 | 7 | 8 | 9 | 10 | 11 | Total |
| --------------------- | - | - | - | - | - | - | - | - | - | -- | -- | ----- |
| États-Unis (Erickson) | 0 | 1 | 0 | 1 | 0 | 2 | 0 | 0 | 2 | 1  | x  | 7     |
| Allemagne (Neßler)    | 1 | 0 | 0 | 0 | 1 | 0 | 3 | 1 | 0 | 0  | x  | 6     |

| Équipes             | 1 | 2 | 3 | 4 | 5 | 6 | 7 | 8 | 9 | 10 | 11 | Total |
| ------------------- | - | - | - | - | - | - | - | - | - | -- | -- | ----- |
| Canada (Law)        | 2 | 1 | 0 | 1 | 0 | 2 | 0 | 0 | 2 | 1  | x  | 9     |
| Danemark (Bidstrup) | 0 | 0 | 1 | 0 | 1 | 0 | 1 | 1 | 0 | 0  | x  | 4     |

| Équipes           | 1 | 2 | 3 | 4 | 5 | 6 | 7 | 8 | 9 | 10 | 11 | Total |
| ----------------- | - | - | - | - | - | - | - | - | - | -- | -- | ----- |
| Suisse (Ebnöther) | 0 | 0 | 0 | 2 | 0 | 3 | 0 | 1 | 0 | 1  | 0  | 7     |
| Suède (Gustafson) | 2 | 2 | 0 | 0 | 1 | 0 | 0 | 0 | 2 | 0  | 1  | 8     |

| Équipes          | 1 | 2 | 3 | 4 | 5 | 6 | 7 | 8 | 9 | 10 | 11 | Total |
| ---------------- | - | - | - | - | - | - | - | - | - | -- | -- | ----- |
| Japon (Katoh)    | 0 | 0 | 1 | 0 | 0 | 1 | 0 | 0 | 2 | 1  | x  | 5     |
| Norvège (Nordby) | 1 | 0 | 0 | 0 | 2 | 0 | 4 | 1 | 0 | 0  | x  | 8     |

| Équipes             | 1 | 2 | 3 | 4 | 5 | 6 | 7 | 8 | 9 | 10 | 11 | Total |
| ------------------- | - | - | - | - | - | - | - | - | - | -- | -- | ----- |
| Norvège (Nordby)    | 1 | 0 | 2 | 0 | 1 | 1 | 0 | 1 | 2 | 1  | x  | 9     |
| Danemark (Bidstrup) | 0 | 1 | 0 | 2 | 0 | 0 | 1 | 0 | 0 | 0  | x  | 4     |

| Équipes          | 1 | 2 | 3 | 4 | 5 | 6 | 7 | 8 | 9 | 10 | 11 | Total |
| ---------------- | - | - | - | - | - | - | - | - | - | -- | -- | ----- |
| Russie (Jarkova) | 1 | 0 | 1 | 0 | 1 | 0 | 1 | 1 | 0 | 1  | x  | 6     |
| Japon (Katoh)    | 0 | 2 | 0 | 2 | 0 | 2 | 0 | 0 | 1 | 0  | x  | 7     |

| Équipes                  | 1 | 2 | 3 | 4 | 5 | 6 | 7 | 8 | 9 | 10 | 11 | Total |
| ------------------------ | - | - | - | - | - | - | - | - | - | -- | -- | ----- |
| Grande-Bretagne (Martin) | 1 | 0 | 0 | 1 | 0 | 2 | 0 | 0 | 1 | 0  | 0  | 5     |
| États-Unis (Erickson)    | 0 | 1 | 0 | 0 | 1 | 0 | 1 | 0 | 0 | 2  | 1  | 6     |

| Équipes                  | 1 | 2 | 3 | 4 | 5 | 6 | 7 | 8 | 9 | 10 | 11 | Total |
| ------------------------ | - | - | - | - | - | - | - | - | - | -- | -- | ----- |
| Grande-Bretagne (Martin) | 0 | 1 | 0 | 2 | 0 | 0 | 1 | 0 | 1 | 0  | x  | 5     |
| Allemagne (Neßler)       | 0 | 0 | 2 | 0 | 1 | 1 | 0 | 2 | 0 | 1  | x  | 7     |

| Équipes               | 1 | 2 | 3 | 4 | 5 | 6 | 7 | 8 | 9 | 10 | 11 | Total |
| --------------------- | - | - | - | - | - | - | - | - | - | -- | -- | ----- |
| Norvège (Nordby)      | 1 | 0 | 0 | 0 | 1 | 0 | 0 | x | x | x  | x  | 2     |
| États-Unis (Erickson) | 0 | 2 | 1 | 3 | 0 | 4 | 1 | x | x | x  | x  | 11    |

| Équipes           | 1 | 2 | 3 | 4 | 5 | 6 | 7 | 8 | 9 | 10 | 11 | Total |
| ----------------- | - | - | - | - | - | - | - | - | - | -- | -- | ----- |
| Suisse (Ebnöther) | 1 | 0 | 2 | 0 | 1 | 0 | 2 | 1 | 0 | 0  | x  | 7     |
| Canada (Law)      | 0 | 1 | 0 | 1 | 0 | 1 | 0 | 0 | 2 | 1  | x  | 6     |

| Équipes           | 1 | 2 | 3 | 4 | 5 | 6 | 7 | 8 | 9 | 10 | 11 | Total |
| ----------------- | - | - | - | - | - | - | - | - | - | -- | -- | ----- |
| Suède (Gustafson) | 2 | 0 | 0 | 4 | 0 | 1 | 0 | 0 | 2 | 0  | x  | 9     |
| Russie (Jarkova)  | 0 | 0 | 1 | 0 | 1 | 0 | 2 | 1 | 0 | 1  | x  | 6     |

| Équipes            | 1 | 2 | 3 | 4 | 5 | 6 | 7 | 8 | 9 | 10 | 11 | Total |
| ------------------ | - | - | - | - | - | - | - | - | - | -- | -- | ----- |
| Allemagne (Neßler) | 0 | 1 | 0 | 0 | 0 | 2 | 0 | 1 | 0 | x  | x  | 4     |
| Suisse (Ebnöther)  | 2 | 0 | 0 | 1 | 2 | 0 | 1 | 0 | 4 | x  | x  | 10    |

| Équipes             | 1 | 2 | 3 | 4 | 5 | 6 | 7 | 8 | 9 | 10 | 11 | Total |
| ------------------- | - | - | - | - | - | - | - | - | - | -- | -- | ----- |
| Danemark (Bidstrup) | 0 | 2 | 0 | 0 | 1 | 0 | 2 | 0 | 0 | 0  | x  | 5     |
| Japon (Katoh)       | 2 | 0 | 0 | 2 | 0 | 1 | 0 | 0 | 0 | 1  | x  | 6     |

Le tableau suivant résume le classement des équipes à l'issue du 1er tour :
| Rang | Pays                     | V | D | bp | bc |
| ---- | ------------------------ | - | - | -- | -- |
| 1    | Canada (Law)             | 8 | 1 | 65 | 42 |
| 2    | Suisse (Ebnöther)        | 7 | 2 | 66 | 57 |
| 3    | États-Unis (Erickson)    | 6 | 3 | 63 | 51 |
| 4    | Allemagne (Neßler)       | 5 | 4 | 55 | 58 |
| 4    | Suède (Gustafson)        | 5 | 4 | 65 | 56 |
| 4    | Grande-Bretagne (Martin) | 5 | 4 | 60 | 51 |
| 7    | Norvège (Nordby)         | 4 | 5 | 53 | 62 |
| 8    | Japon (Katoh)            | 2 | 7 | 47 | 66 |
| 8    | Danemark (Bidstrup)      | 2 | 7 | 57 | 70 |
| 10   | Russie (Jarkova)         | 1 | 8 | 49 | 67 |

Les trois premières équipes en tête à la fin du premier tour ont été qualifiées directement pour les demi-finales. Quant à la quatrième place qualificative, l'Allemagne, la Suède et la Grande-Bretagne étant à égalité à la fin du premier tour, deux jeux-décisifs sont joués afin de les départager.

#### Jeu-décisif
- 19 février 2002, 9h00

| Équipes                  | 1 | 2 | 3 | 4 | 5 | 6 | 7 | 8 | 9 | 10 | 11 | Total |
| ------------------------ | - | - | - | - | - | - | - | - | - | -- | -- | ----- |
| Suède (Gustafson)        | 0 | 1 | 0 | 0 | 0 | 1 | 0 | 1 | 0 | 1  | x  | 4     |
| Grande-Bretagne (Martin) | 0 | 0 | 1 | 2 | 1 | 0 | 1 | 0 | 1 | 0  | x  | 6     |

- 19 février 2002, 14h00

| Équipes                  | 1 | 2 | 3 | 4 | 5 | 6 | 7 | 8 | 9 | 10 | 11 | Total |
| ------------------------ | - | - | - | - | - | - | - | - | - | -- | -- | ----- |
| Grande-Bretagne (Martin) | 0 | 0 | 1 | 0 | 1 | 3 | 1 | 0 | 3 | x  | x  | 9     |
| Allemagne (Neßler)       | 0 | 1 | 0 | 2 | 0 | 0 | 0 | 2 | 0 | x  | x  | 5     |

La Grande-Bretagne, qui a remporté les deux matchs, est qualifiée pour les demi-finales.

### Phase finale
|  | Demi-finales          | Demi-finales          |                        |   | Finale                 | Finale                 |
|  | Demi-finales          | Demi-finales          |                        |   | Finale                 | Finale                 |
|  |                       |                       |                        |   |                        |                        |
|  | 20 février 2002, 9:00 | 20 février 2002, 9:00 |                        |   | 21 février 2002, 14:00 | 21 février 2002, 14:00 |
|  | 20 février 2002, 9:00 | 20 février 2002, 9:00 |                        |   | 21 février 2002, 14:00 | 21 février 2002, 14:00 |
|  | 1er Canada            | 5                     |                        |   | 21 février 2002, 14:00 | 21 février 2002, 14:00 |
|  | 1er Canada            | 5                     |                        |   | 21 février 2002, 14:00 | 21 février 2002, 14:00 |
|  | 4e Grande-Bretagne    | 6                     |                        |   | 21 février 2002, 14:00 | 21 février 2002, 14:00 |
|  | 4e Grande-Bretagne    | 6                     | Grande-Bretagne        | 4 |                        |                        |
|  | 20 février 2002, 9:00 |                       | Grande-Bretagne        | 4 |                        |                        |
|  |                       | Suisse                | 3                      |   |                        |                        |
|  | 2e Suisse             | Suisse                | 3                      | 9 |                        |                        |
|  | 2e Suisse             |                       |                        | 9 |                        |                        |
|  | 3e États-Unis         | 4                     |                        |   |                        |                        |
|  | 3e États-Unis         | 4                     | Match pour la 3e place |   |                        |                        |
|  |                       |                       |                        |   |                        |                        |
|  | 21 février 2002, 9:00 |                       |                        |   |                        |                        |
|  |                       |                       |                        |   |                        |                        |
|  | Canada                | 9                     |                        |   |                        |                        |
|  | Canada                | 9                     |                        |   |                        |                        |
|  | États-Unis            | 5                     |                        |   |                        |                        |
|  | États-Unis            | 5                     |                        |   |                        |                        |

#### Demi-finales
Les demi-finales sont disputées le 20 février 2002 à 9h00.
| Équipes                     | 1 | 2 | 3 | 4 | 5 | 6 | 7 | 8 | 9 | 10 | 11 | Total |
| --------------------------- | - | - | - | - | - | - | - | - | - | -- | -- | ----- |
| 1er Canada (Law)            | 1 | 0 | 0 | 0 | 1 | 1 | 0 | 1 | 1 | 0  | x  | 5     |
| 4e Grande-Bretagne (Martin) | 0 | 0 | 1 | 2 | 0 | 0 | 2 | 0 | 0 | 1  | x  | 6     |

| Équipes                  | 1 | 2 | 3 | 4 | 5 | 6 | 7 | 8 | 9 | 10 | 11 | Total |
| ------------------------ | - | - | - | - | - | - | - | - | - | -- | -- | ----- |
| 2e Suisse (Ebnöther)     | 0 | 2 | 1 | 0 | 0 | 1 | 2 | 0 | 3 | x  | x  | 9     |
| 3e États-Unis (Erickson) | 1 | 0 | 0 | 1 | 1 | 0 | 0 | 1 | 0 | x  | x  | 4     |

#### Match pour la médaille de bronze
Le match pour la médaille de bronze est disputé le 21 février 2002 à 9h00.
| Équipes               | 1 | 2 | 3 | 4 | 5 | 6 | 7 | 8 | 9 | 10 | 11 | Total |
| --------------------- | - | - | - | - | - | - | - | - | - | -- | -- | ----- |
| Canada (Law)          | 2 | 0 | 0 | 2 | 1 | 0 | 2 | 0 | 1 | 1  | x  | 9     |
| États-Unis (Erickson) | 0 | 1 | 1 | 0 | 0 | 1 | 0 | 2 | 0 | 0  | x  | 5     |

#### Finale
La finale est disputée le 21 février 2002 à 14h00.
| Équipes                  | 1 | 2 | 3 | 4 | 5 | 6 | 7 | 8 | 9 | 10 | 11 | Total |
| ------------------------ | - | - | - | - | - | - | - | - | - | -- | -- | ----- |
| Grande-Bretagne (Martin) | 0 | 0 | 0 | 0 | 2 | 0 | 1 | 0 | 0 | 1  | x  | 4     |
| Suisse (Ebnöther)        | 0 | 0 | 0 | 1 | 0 | 0 | 0 | 1 | 1 | 0  | x  | 3     |

### Poduim
| Or              | Argent | Bronze |
| Grande-Bretagne | Suisse | Canada |